# En värld i krig
En värld i krig (originaltitel: The World at War) är en brittisk TV-serie i 26 delar, producerad av Jeremy Isaacs för Thames Television. Den visades första gångeni brittisk TV 1973-1974.
Serien beskriver händelseutvecklingen under andra världskriget och tog fyra år att slutföra. Laurence Olivier kommenterade den engelskspråkiga serien. För kommentarererna i den svenska TV-visningen stod Hans Villius.

## Avsnittsförteckning[5]

### Ett nytt Tyskland
Förnedrat och stukat av första världskriget och kämpande med ekonomisk depression, söker sig Tyskland till en enda man för att återställa hopp och värdighet: Adolf Hitler...

### Kriget i fjärran
Nazisternas krigsmaskin rullar vidare med full kraft i Östeuropa. I Storbritannien råder ett ängsligt lugn.

### Frankrikes fall
Frankrike förbereder sig för ett krig likt det första världskriget. Katastrofen är fullständig och den franska armén blir förödmjukad.

### Ensam
Efter slaget vid Dunkirk förbereder sig England för Tysklands attack. Trots att RAF har vunnit Battle of Britain så sveper blitzen över engelska städer. På kontinenten faller de sista allierade.

### Operation Barbarossa
Hitler styr sina arméer mot Ryssland. Efter ett flertal förkrossande vinster sinkas den tyska armén och fastnar i den ryska vinterns hårda grepp.

### Banzai!
Japan har fört krig i Kina sedan 1931 och deras självförtroende växer. Den 7 december 1941 attackerar de Pearl Harbor.

### Vi är på väg
Norman Corwin, amerikansk radiojournalist: "Det kändes som att England försökte dra oss in i kriget. Det fanns till och med en känsla av att de skulle slåss till siste amerikan".

### Ökenkriget i Nordafrika
Under två år kämpar 8:e armén och Rommels Afrika Korps i Nordafrikas öknar. Slutligen vänder krigslyckan vid El Alamein.

### Stalingrad
Hitlers framgångar i Ryssland har gjort att han blir våghalsig och han beslutar sig för att erövra Stalingrad. Slaget varar i sex månader och Ryssland står som segrare.

### Vargflockar
Som en vargflock jagar de tyska ubåtarna allierade sjömän på världshaven.

### Den röda stjärnan
I två år kämpar Ryssarna ensamt mot den tyska armén. Efter det största slaget i mänsklighetens historia står Ryssland som vinnare. Landet är räddat, men till ett pris av mer än 20 miljoner döda ryssar.

### Stormen
Brittiskt bombflyg klarar inte av att träffa precisa mål och börjar istället att nattetid fälla bombmattor över tyska städer. Amerikanska bombplan förstärker attackerna på dagtid.

### Den ömma punkten
Churchill benämnde Italien som krokodilens mjuka buk. Och att de allierade med lätthet skulle slå sig igenom dess försvar och därefter kunna hota Tysklands hjärta. Krokodilens mjuka buk visade sig emellertid vara en hård nöt att knäcka.

### Det blir en vacker dag imorgon
I Burmas djungler stred Englands största armé. I lera och monsunregn lyckades de efter hårda strider få stopp på den japanska offensiven.

### England under kriget
Livet i Storbritannien under kriget präglades av gasmasker, evakueringar, matbrist, ransonering, kvinnor i arbetslivet, landsomfattande mobiliseringskampanjer och ständiga angrepp av bomplan och V1-raketer.

### Bakom rikets murar
I Tyskland frodades optimismen: Var freden på väg? Men snaran drogs åt och freden var istället långt bort.

### Morgon
De allierade har bestämt sig: De ska befria Europa. England förvandlas till ett flytande förråd av militär materiel när USA och England förbereder den största invasionsflottan i historien. Och den 6 juni 1944 är det dags för den stora dagen...Dagen D.

### Ockupation
Under fyra år befinner sig Nederländerna under tysk ockupation och dess befolkning tvingas nu välja sida. Men i det ockuperade Europa är det lättare sagt än gjort.

### Kniptång
Öst- och västfronten kryper allt närmare Tyskland. Det tredje riket börjar falla sönder, men än är det inte slaget.

### Folkmord
Överlägsenheten i den ariska rasen är grundläggande i den nazistiska rasimen. Judar, romer och andra folkslag betraktas som mindre värda. SS, med Heinrich Himmler i spetsen, inleder den ondskefulla planen: Utrotandet av miljoner judar.

### Nemesis
Medan Tyskland faller samman drar sig Hitler undan till sin bunker i Berlin. Hans officerare överger honom till sitt öde: Han biter sönder en giftampull och fullbordar sedan självmordet med ett pistolskott mot huvudet. Samtidigt hissar den ryska armén sin röda flagga över Berlin.

### Japan
Efter en framgångsrik inledning av kriget är Japans ledare övertygade om att de har styrkan att påtvinga England och USA sin vilja. Men de misstar sig...

### Stilla havet
Amerikanska förband kämpar sig fram över Stilla havet i riktning mot Japan och Filippinerna. Japanska styrkor slåss till siste man.

### Bomben
Västerländska vetenskapsmän har utvecklat ett nytt, fruktansvärt kraftfullt vapen – atombomben. Skulle det komma till användning?...

### Räkenskapens timme
Kriget börjar äntligen långsamt ta slut. England är en av vinnarna, men är också utmattat av krigets alla påfrestningar. Nu ställs de kvarvarande supermakterna mot varandra för att avgöra Europas framtida öde.

### Minns
För många av de som överlevde var kriget den största händelsen i livet. För miljontals andra var det den sista.

## Bonusepisoder
Vissa episoder gjordes inte för TV utan endast för utgivning på VHS/DVD. Dessa är:
- Hitlers mystiska död

I april 1945 meddelar det tyska överkommandot att Hitler har dött i sin bunker i Berlin. Men dog han verkligen? Och om han gjorde det, hur gick det till?
- Krigarna

Soldaterna som deltog i andra världskrigets strider berättar om de erfarenheter, tankar och känslor som de upplevde när de slogs för sina liv.
- Hitlers Tyskland 1 & 2

Berättelse om Hitlers Tyskland så som vanliga tyskar upplevde det.
- Hitlers sekreterare

Traudl Junge, en av Hitlers personliga sekreterare, berättar om sina upplevelser av kriget i Hitlers närhet.
- Final solutions 1 & 2

Undersökning av de tyska rasdoktrinerna som slutligen leder till industriellt utformat massmord i Auschwitz och andra nazistiska koncentrationsläger.
- Från krig till fred

Vilka konsekvenser fick andra världskriget?